# Itraconazole
Itraconazol là một loại thuốc kháng nấm được sử dụng để điều trị một số bệnh nhiễm nấm.  Các bệnh này bao gồm có thể kể đến như nhiễm nấm aspergillosis, nhiễm nấm blastomycosis, coccidioidomycosis, histoplasmosis, và paracoccidioidomycosis. Chúng có thể được đưa vào cơ thể qua đường miệng hoặc tiêm tĩnh mạch.
Các tác dụng phụ thường gặp có thể kể đến buồn nôn, tiêu chảy, đau bụng, phát ban và nhức đầu. Tác dụng phụ nghiêm trọng có thể có như các vấn đề về gan, suy tim, hội chứng Stevens-Johnson và các phản ứng dị ứng bao gồm sốc phản vệ. Cyclodextrin được sử dụng cùng để tạo nên dạng xi-rô cũng có thể gây một số tác dụng phụ khác như chán ăn, tiêu chảy, vàng da. Mức độ an toàn nếu sử dụng thuốc trong khi mang thai hoặc cho con bú là không rõ ràng. Đây là một thuốc thuộc họ triazole. Chúng có thể ngăn chặn sự phát triển của nấm bằng cách ảnh hưởng đến màng tế bào hoặc tác động đến sự trao đổi chất của chúng.
Itraconazole đã được chấp thuận cho sử dụng y tế tại Hoa Kỳ vào năm 1992. Nó nằm trong danh sách các loại thuốc thiết yếu của Tổ chức Y tế Thế giới, tức là nhóm các loại thuốc hiệu quả và an toàn nhất cần thiết trong một hệ thống y tế. Chi phí bán buôn ở các nước đang phát triển là khoảng 0,29 USD cho mỗi ngày điều trị tính đến năm 2015. Tại Hoa Kỳ, tính đến năm 2017, chi phí bán buôn của cùng một lượng thuốc đó này là 6,36 USD.